# 맹골도
맹골도(孟骨島)는 전라남도 진도군 조도면 맹골도리에 위치한 섬이다.

## 개요
진도군에서 서남쪽 방향으로 약 52.6km 떨어진 곳에 위치하며, 맹골군도를 이루는 섬 중 가장 크다. 면적은 1.37km2이고 대부분 지역이 임야로 구성되어 있다.

## 이름 유래
이 섬 주변에 많은 섬과 매가 있어 내웅골도라 불렀는데, 이걸 한자로 표기하여 맹골도(孟骨島)라 부른다고 전해지고 있다. 『신증동국여지승람』에는 "골응도(鶻鷹島)로 가흥현 바다 가운데 있다."라는 기록이 있다. 『호구총수』, 『대동지지』, 『광여도』 등의 고지도에는 대부분 맹골도(孟骨島)로 표기되어 있다. 1789년에 제도면에 속했으며, 1912년 행정구역 통폐합 때는 조도면에 속하게 되었다. 1914년에는 이 일대를 '맹골도리'로 지정하였다.
반면, 박정석 진도문화원장은 "맹골도는 애초에 '맹수처럼 아주 사나운 바다 위에 떠 있는 섬'이라는 뜻에서 '매응골도(每鷹骨島)'로 불렸다"고 설명했다. 이 명칭은 1789년 조선시대 인구조사 때 섬 주변에 뾰족한 바위가 많아 맹골도로 개칭했다.

## 마을 형성
19세기에 완주 이씨가 와서 정착하였다고 한다.

## 교통
진도군의 팽목항에서 이 섬으로 운행하는 여객선이 하루 왕복 1회 운행하고 있다. 배편으로 약 3시간 30분 정도 걸린다.